# Lista de parques estaduais da Carolina do Sul

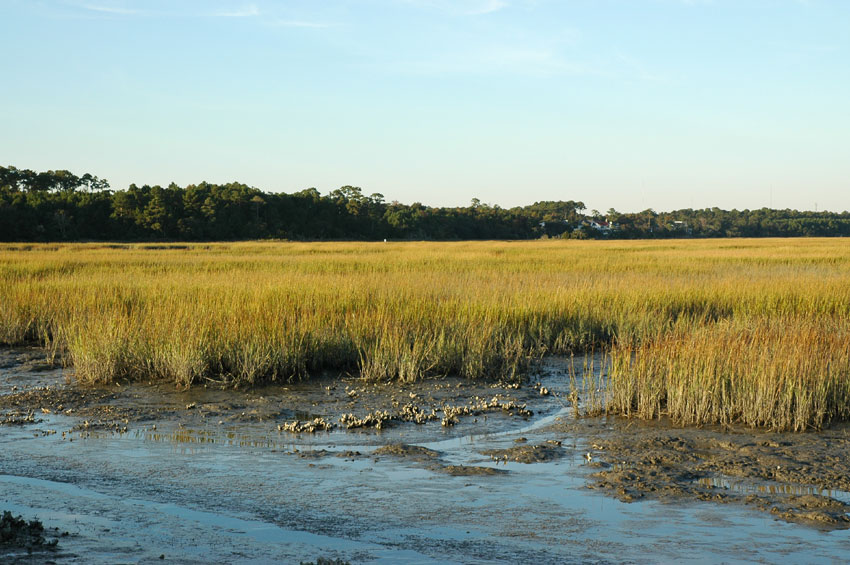
Huntington beach state park salt marsh

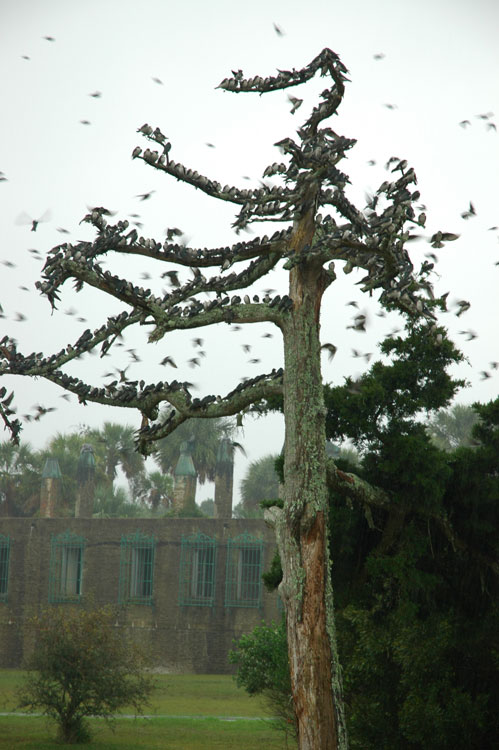
Huntington beach state park tree swallows

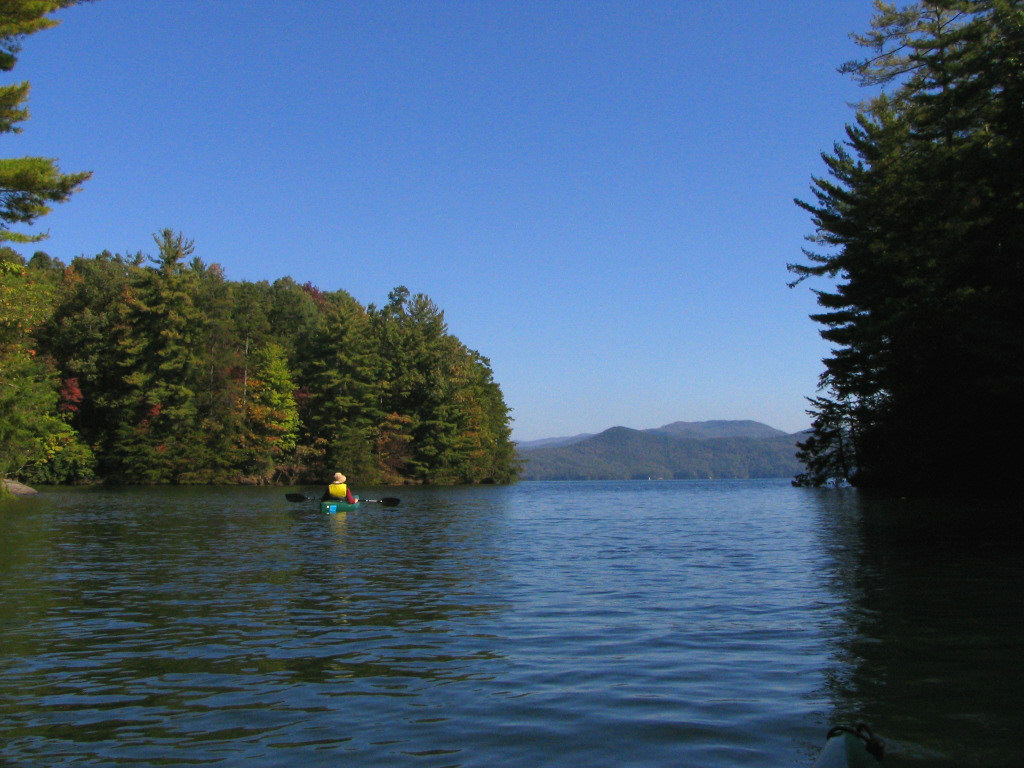
Parque Estadual de Devil's Fork

Lista com os parques estaduais da Carolina do Norte, Estados Unidos.
- Área Natural Estadual de Aiken
- Parque Estadual de Andrew Jackson
- Parque Estadual de Baker Creek
- Parque Estadual de Barnwell
- Parque Estadual de Caesars Head
- Área de Recreação Estadual de Calhoun Falls
- Parque Estadual de Charles Towne Landing
- Parque Estadual de Cheraw
- Parque Estadual de Chester
- Parque Estadual de Colleton
- Parque Estadual de Colonial Dorchester
- Área Natural Estadual de Croft
- Parque Estadual de Devils Fork
- Área de Recreação Estadual de Dreher Island
- Parque Estadual de Edisto Beach
- Parque Estadual de Givhans Ferry
- Parque Estadual de Goodale
- Área de Recreação Estadual de Hamilton Branch
- Parque Estadual de Hampton Plantation
- Parque Estadual de Hickory Knob
- Parque Estadual de Hunting Island
- Parque Estadual de Huntington Beach
- Parque Estadual de Jones Gap
- Área Natural Estadual de Keowee-Toxaway
- Parque Estadual de Kings Mountain
- Parque Estadual de Lake Greenwood
- Parque Estadual de Lake Hartwell
- Parque Estadual de Lake Warren
- Parque Estadual de Lake Wateree
- Parque Estadual de Landsford Canal
- Parque Estadual de Lee
- Parque Estadual de Little Pee Dee
- Parque Estadual de Musgrove Mill
- Parque Estadual de Myrtle Beach
- Parque Estadual de Oconee
- Parque Estadual de Paris Mountain
- Parque Estadual de Poinsett
- Parque Estadual de Rivers Bridge
- Parque Estadual de Rose Hill Plantation
- Parque Estadual de Sadlers Creek
- Parque Estadual de Santee
- Parque Estadual de Sesquicentennial
- Parque Estadual de Table Rock
- Parque Estadual de Woods Bay